# Мугоджари
Мугоджа́ри (каз. Мұғалжар тауы) — південне продовження гірської системи Уралу в Казахстані. Являє собою низькогірні хребти, кряжі та дрібносопочники, що простяглися з півночі на південь на 200 км; ширина до 30 км. Вища[уточнити] точка – 657 м (гора Великий Боктибай). Починаються на півночі вузьким кряжем, що розгалужується на два майже паралельні хребти, розділені слабохвилястою Алабаською улоговиною шириною до 20 км. 
Західний (Головний Мугоджарський) хребет (особливо південна частина) – вищий, сильно розчленований, з вирівняними вододілами та скелястими останцами; східний (Жанганінський) хребет – ланцюг згладжених сопок, розчленованих притоками річки Іргіз.
Складено кварцитами, кристалічними сланцями, гнейсами, гранітами, пісковиками та конгломератами. Відомі родовища комплексних (міді, свинцю, цинку та ін), а також нікелевих руд.
Клімат різко континентальний, з холодною малосніжною зимою (середня температура січня -14 ° С) і спекотним сухим літом (середня температура липня +24 ° С). Річна кількість опадів 200-250 мм.
На західному схилі Мугоджар беруть початок річки Емба, Ор (басейн Каспійського моря), на східному – праві притоки річки Іргіз (безсхідна область); багато сезонних річок, що пересихають. На півночі переважають степові щебнисті і кам'янисті дерновинно-злакові ландшафти, що змінюються на південь злаково-полинними степовими та напівпустельними ландшафтами, що використовуються як весняно-літні пасовища.

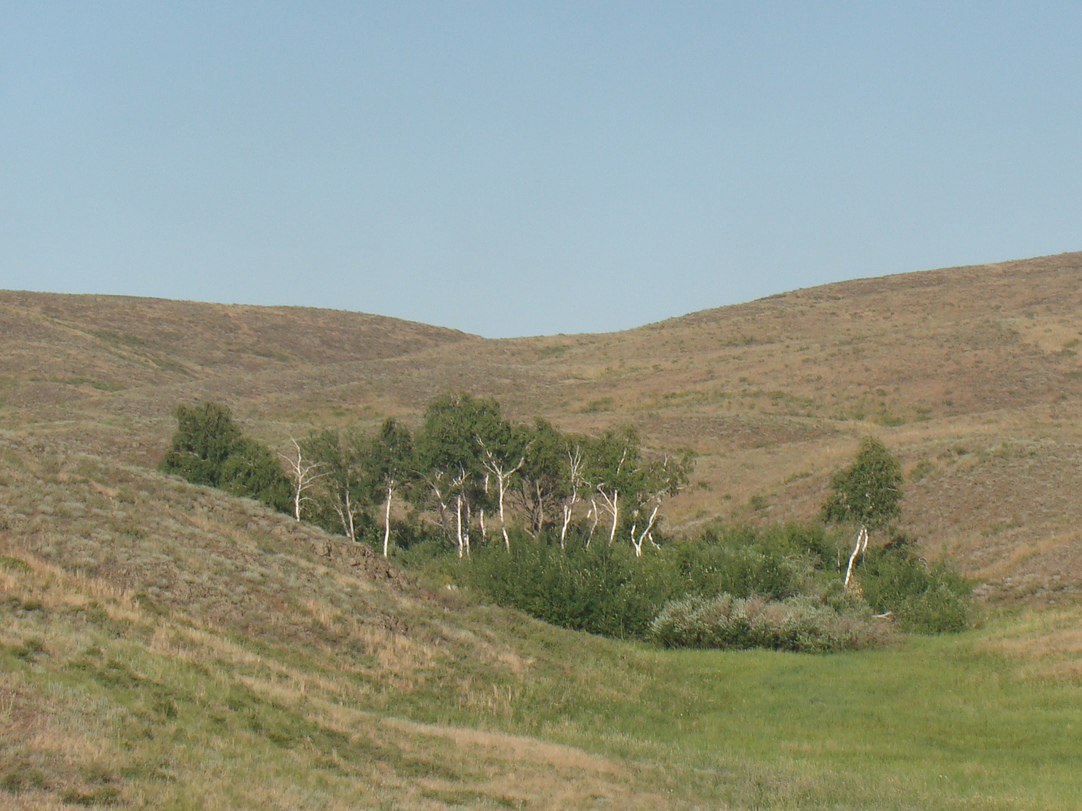
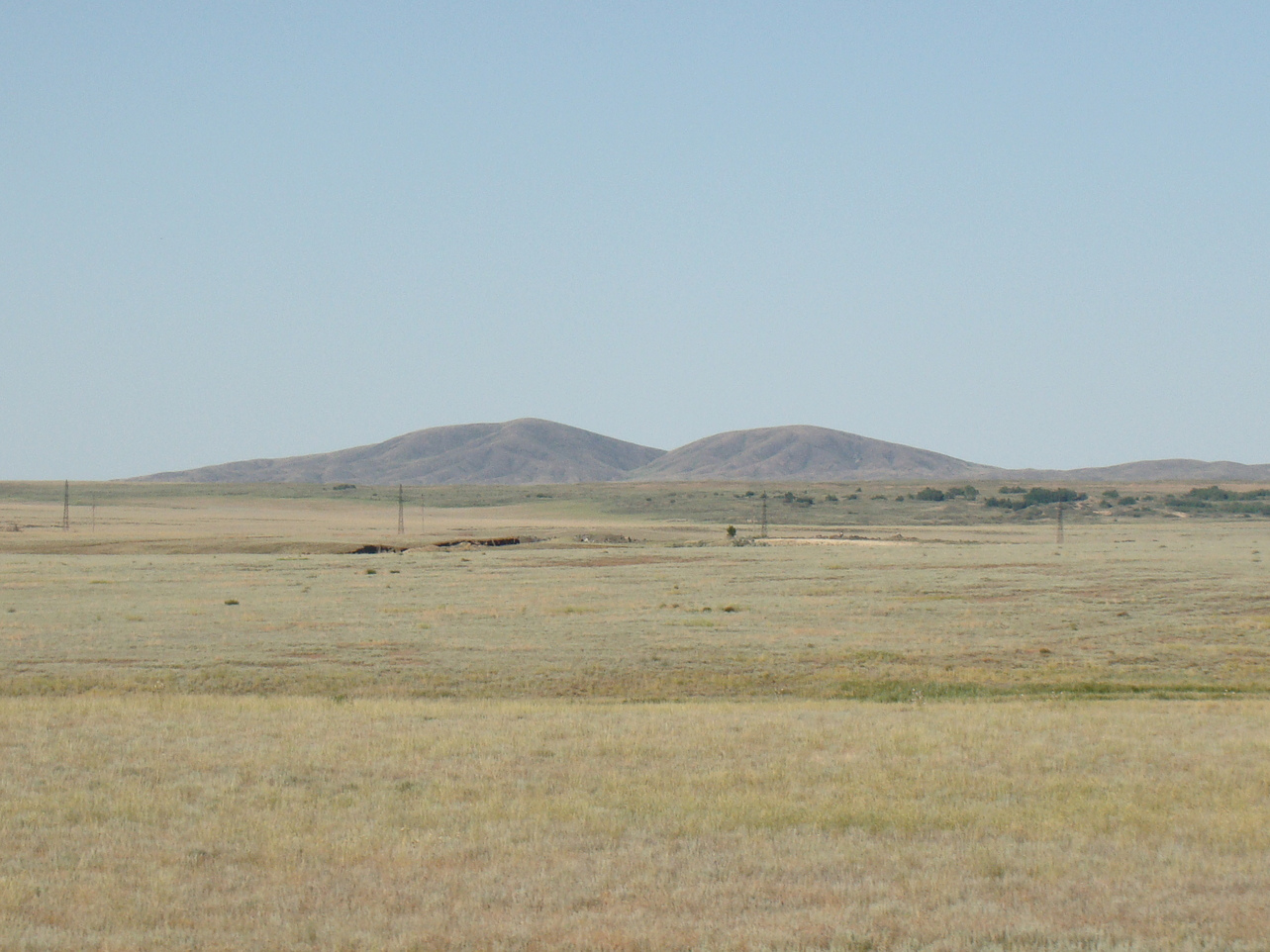
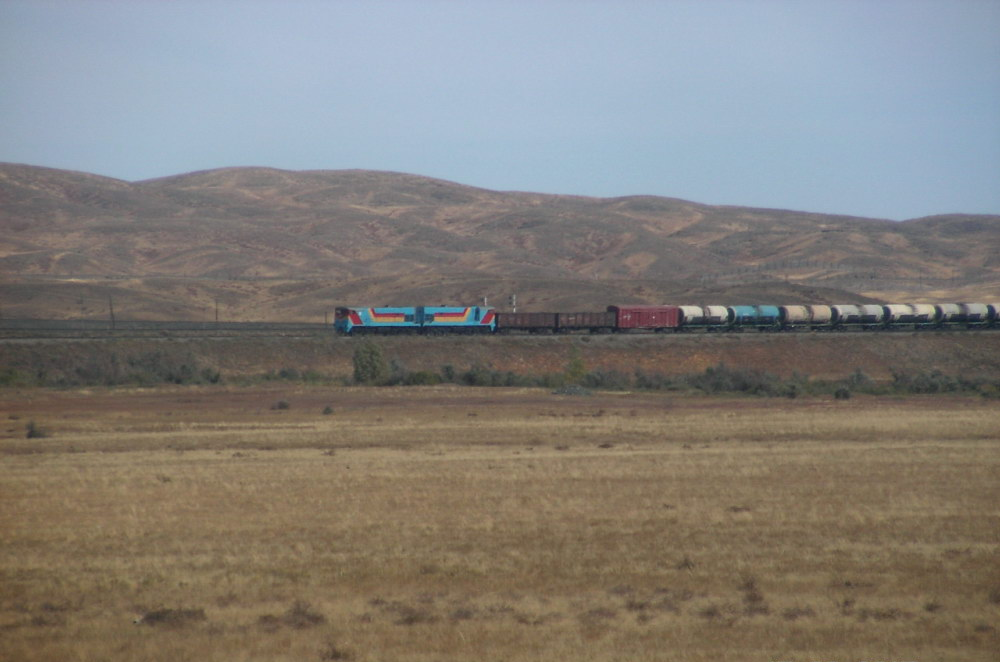
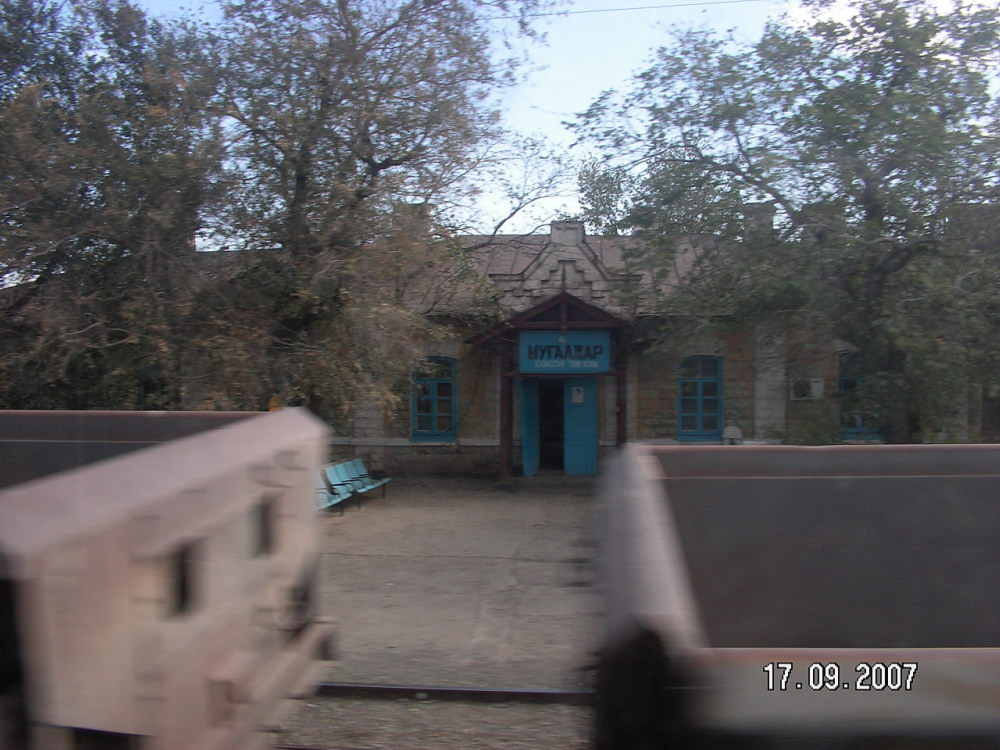